# إسحاق نيويل
إسحاق نيويل (بالإسبانية: Isaac Newell)‏ هو مدرس أرجنتيني، ولد في 24 أبريل 1853 في Strood ‏ في المملكة المتحدة، وتوفي في 16 أكتوبر 1907 في روساريو في الأرجنتين.